# Mercœur (Corrèze)
Mercœur is een gemeente in het Franse departement Corrèze (regio Nouvelle-Aquitaine) en telt 267 inwoners (1999). De plaats maakt deel uit van het arrondissement Tulle.

## Geografie
De oppervlakte van Mercœur bedraagt 29,4 km², de bevolkingsdichtheid is 9,1 inwoners per km².
De onderstaande kaart toont de ligging van Mercœur (Corrèze) met de belangrijkste infrastructuur en aangrenzende gemeenten.

## Demografie
Onderstaande figuur toont het verloop van het inwonertal (bron: INSEE-tellingen).